# Ftalazin
Ftalazin (benzo-ortodiazin ili benzopiridazin) je heterociklično organsko jedinjenje sa molekulskom formulom . On je strukturni izomer sa hinoksalinom, cinolinom i hinazolinom.

## Sinteza
Ftalazin se može dobiti kondenzacijom w-tetrabromortoksilena sa hidrazinom, ili redukcijom hlorftalazina fosforom i jodovodoničnom kiselinom.

## Osobine
On poseduje bazna svojstva i formira adicione proizvode sa alkil jodidima.